# Flanger (Band)
Flanger ist ein deutsches Musikprojekt, dessen Musik im weitesten Sinne dem Bereich Electronica zugeordnet werden kann. Gründungsmitglieder sind die Musiker Uwe Schmidt (Atom Heart) und Bernd Friedmann (Burnt Friedman).

## Geschichte
Friedmann und Schmidt lernten sich 1996 bei einem Festival in Köln kennen und beschlossen, ein Musikprojekt zu gründen, das ausschließlich mit den Instrumenten Fender Rhodes, E-Bass und Schlagzeug musiziert.
Das erste Album Templates produzierten die Musiker 1998 in Schmidts Studio in Santiago de Chile. Es erschien 1999 beim Ninja-Tune-Sublabel NTone. Auch die beiden nachfolgenden Alben erschienen auf NTone bzw. Ninja Tune. 
Das bislang letzte Album des Duos Spirituals erschien 2005 bei Friedmanns eigenem Label Nonplace. 
Im Jahr 2007 wurden die ersten beiden Alben noch einmal mit einem zusätzlichen Remix unter dem Namen Nuclear Jazz als Bundle wiederveröffentlicht.

## Diskografie

### Alben
- 1999: Templates (NTone)
- 2000: Midnight Sound (NTone)
- 2001: Outer Space / Inner Space (Ninja Tune)
- 2005: Spirituals (Nonplace)
- 2007: Nuclear Jazz (Nonplace)
- 2010: Bibliotheque Pascal (Soundtrack, Nonplace)
- 2015: Lollopy Dripper (Nonplace)

### Singles und EPs
- 1999: Flanger E.P. (Ntone)
- 1999: Templates EP2 (Ntone)
- 2001: Inner Spacesuit (Ninja Tune)